# آرام‌بند

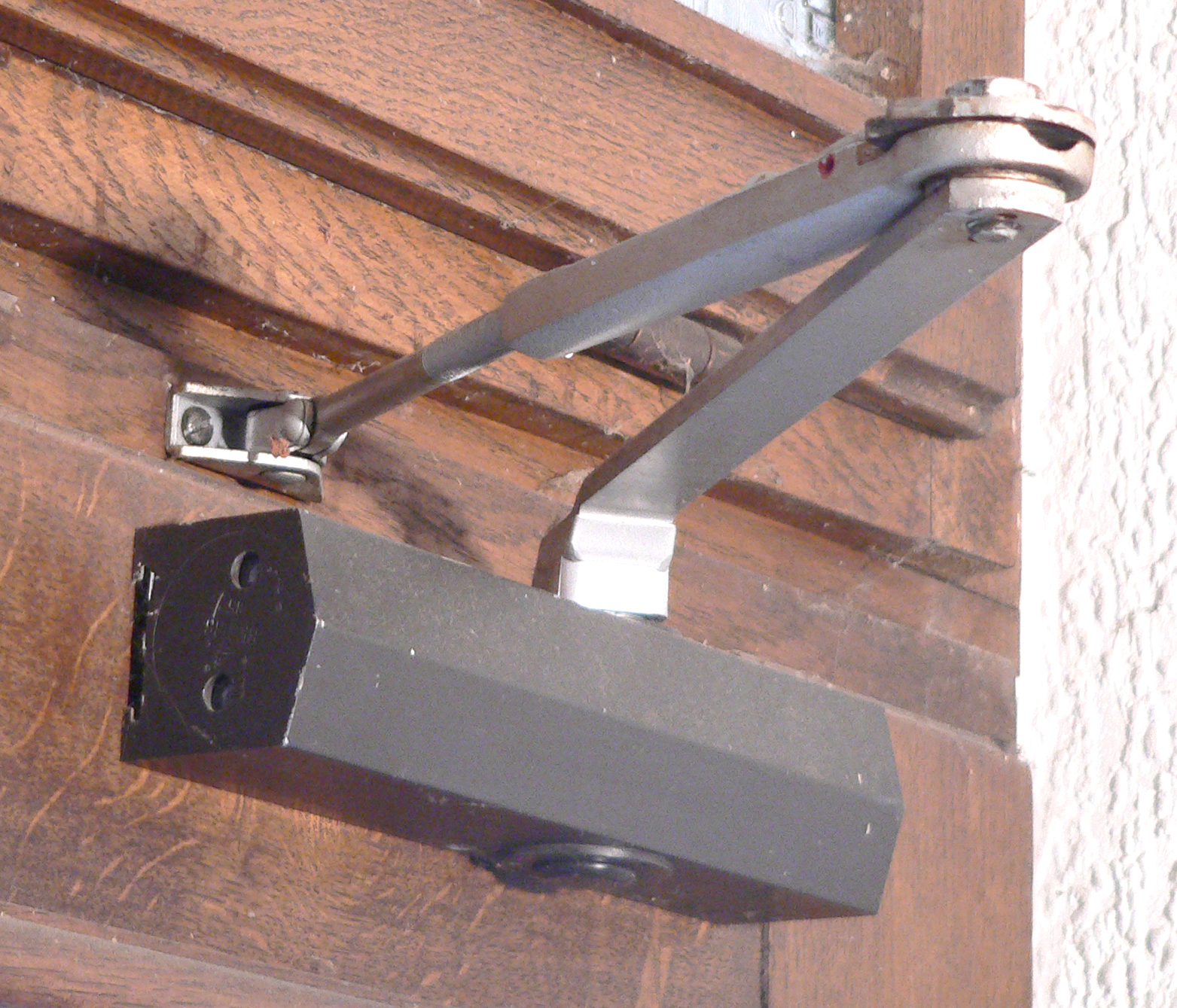
آرام‌بند در حالت در بسته.

آرام‌بند وسیله‌ای مکانیکی است که به در و چهارچوب در متصل می‌شود تا پس از بازشدن در به بسته شدن تدریجی و آرام آن کمک کند.
اجزای تشکیل‌دهنده آرام‌بند عبارتند از: پاشنه یا کفشک بازویی، ساعد بازویی، بازوی اصلی، و پیچ تنظیم سرعت.

## تنظیم سرعت بسته شدن
- برای آرام تر بسته شدن در، پیچ تنظیم سرعت را در جهت عقربه‌های ساعت بچرخانید.
- برای سریع تر بسته شدن در، پیچ تنظیم سرعت را در خلاف جهت عقربه‌های ساعت بچرخانید.

در فصول تابستان و زمستان، روغن موجود در بدنه آرام بند منبسط و منجمد می‌شود که این امر موجب اختلال در سرعت باز و بسته شدن در می‌شود. برای رفع این مشکل تنها کافی است پیچ تنظیم سرعت را سفت یا شل کنید.
هرگز پیچ تنظیم سرعت را بیشتر از ٢ بار بر خلاف جهت عقربه‌های ساعت (از جایی که در کارخانه تنظیم شده است) نچرخانید . عدم رعایت این نکته باعث خارج شدن پیچ از جای خود و در نتیجه بیرون ریختن مایع داخلی آرام بند و از کار افتادن دستگاه می‌شود.
آرام بند را گاهی ترمز در، استوپر درب هم خطاب میدهند.